# Joseph Louis d'Arbois de Jubainville
Joseph Louis d'Arbois de Jubainville, né le 15 janvier 1764 à Neufchâteau (Vosges) et mort de la fièvre jaune le 16 novembre 1803 sur un navire anglais au large des côtes de la Jamaïque, est un général de brigade de la Révolution française.

## État de service

### Ancien Régime
Il commence sa carrière militaire comme cadet gentilhomme au régiment Dauphin-Infanterie (qui devint en 1791 le 29e régiment d'infanterie) le 20 mars 1779, à l'âge de 15 ans. Il est successivement sous-lieutenant le 20 juin 1781, et lieutenant le 29 novembre 1789.

### Guerres de la Révolution française
Il passe capitaine le 1er mai 1792, chef de bataillon commandant le 3e bataillon de grenadiers réunis à l'armée de Belgique le 5 novembre 1792. Il sert à Jemmapes le 6 novembre, puis au combat de la Roër le 2 mars 1793.
Il est nommé provisoirement par Dampierre adjudant général à l'armée du Nord le 15 avril 1793. Destitué comme suspect d'incivisme en qualité d'ex-noble le 20 septembre 1793, il est réintégré comme capitaine adjoint aux adjudants généraux de l'armée d'Italie le 28 septembre 1795, puis comme aide de camp du général Gaultier. Nommé provisoirement par Bonaparte chef de bataillon, aide-de-camp du général Gentilli le 28 mai 1797, il est envoyé à Corfou et il est chargé des fonctions de chef d'état-major, et même pendant quelque temps gouverneur de Corfou par intérim.
Il est envoyé en mission à Milan auprès du général Bonaparte par le général Gentilli. Il devient aide de camp de Kilmaine le 16 novembre 1797. Destitué comme royaliste le 12 novembre à la suite d'une dénonciation du chef de brigade Roch Godart et des gens de Corfou, l'accusant de n'avoir pas signé une adresse au Directoire, il cesse ses fonctions le 28 novembre, puis est remis en activité toujours en qualité d'aide de camp de Kilmaine, l'année suivante, le 22 octobre 1798.
Nommé adjudant général le 26 août 1799, il est employé à Lyon sous Leclerc le 30 août, puis comme chef d'état-major de la division Richepanse à l'armée du Rhin en novembre 1800. Il est ensuite envoyé au corps d'observation de la Gironde le 14 février 1801, puis est appelé à Brest pour servir dans l'expédition de Saint-Domingue le 3 novembre. Chef d'état-major de la division Boudet le 10 février 1802, il sert à la prise de Port-au-Prince le 4 février, enlève le fort Saint-Joseph le lendemain. Nommé par le général en chef général de brigade provisoire en octobre 1802, il est employé sous Brunet à la division du Sud en décembre 1802. Il disperse des brigands dans la région de Tiburon le 10 décembre, et s'empare de Tiburon le 19 février 1803.
Commandant sous Brunet aux Cayes de mai 1803 jusqu'à la capitulation du 10 octobre 1803. Il passe comme adjudant-commandant au service de la marine le 24 août 1803. Fait prisonnier par les Anglais, il est emmené sur le brick Le Pélican, où il est mis au secret et maltraité. 
Il meurt de la fièvre jaune le 16 novembre 1803 à l'âge de 39 ans.

## Source
George Six, Dictionnaire des généraux de la Révolution et de l'Empire